# Esther Muchinga
Esther Muchinga (ur. 16 listopada 2000) – zambijska piłkarka nożna, występująca na pozycji obrońcy w zambijskim klubie Zanaco Ladies FC, reprezentantka Zambii, olimpijka z Paryża 2024.

## Kariera

### Kariera reprezentacyjna
Od 2024 gra w seniorskiej reprezentacji Zambii. Z reprezentacją wzięła udział w Igrzyskach Olimpijskich w Paryżu w 2024.

### Kariera klubowa
Gra w Zanaco Ladies FC w najwyższej zambijskiej lidzie kobiecej.